# Schengen
Schengen je malo vinogradarsko mjesto u jugoistočnom Luksemburgu u blizini njemačke i francuske granice.
Mjesto je postalo poznato 14. lipnja 1985. godine, kada je potpisan Schengenski sporazum koji je ime dobio po ovom mjestu.

## Stanovništvo
Po popisu iz 2005. godine, Schengen ima 425 stanovnika.